# 디 인터셉트

디 인터셉트(The Intercept)는 글렌 그린월드, 제레미 스카힐, 로라 포이트러스가 설립한 미국의 비영리 뉴스 단체이다. 이베이의 공동 설립자 피에르 오미디아의 투자를 받았다. 편집장은 베스티 리드이다.
디 인터셉트는 창립 이래로 영어로 출간되고 있으며 2016년부터는 포르투갈어로도 제공되고 있다.